# 汽笛が響く!
汽笛が響く!（きてきがひびく!）は関西テレビが制作し、フジテレビ系列にて1978年4月2日から7月23日まで毎週日曜21:00 - 21:54に放送された、鉄道を舞台としたテレビドラマ。タイトルの汽笛は鉄道車両のものを指す。

## 内容
九州・島原を中心に展開する小私鉄「有明鉄道」を、大資本の横暴から守るため立ち向かう屋代由之を中心に、彼とその周りの人々の様々な人生模様を描く。物語は昭和23年から始まる。
主人公のモデルは、島原鉄道元役員で「まぼろしの邪馬台国」著者の宮崎康平。
視聴率は、1978年5月7日放送の第6話で1.9％を記録、同年6月の時点で「7月打ち切り濃厚」とされたが、結局その通りの7月23日で終了した。

## キャスト
- 屋代由之：藤岡弘[2]
- 屋代伊知子：丘みつ子
- 泉谷信子：中田喜子
- 神島淳一：長塚京三
- 屋代峯夫：文山陽平（子役）
- 樋口社長：内田朝雄
- 柳田：高松英郎
- 南九州鉄道・大山専務：根上淳
- 中久保専造：西村晃
- 大崎記者：桂三枝
- 梅千代：范文雀
- 花紀京
- 菅井きん
- 天津敏
- 下元勉
- 吉田義夫
- 宍戸錠
- 織本順吉

## 舞台
- 島原鉄道

撮影は大井川鉄道のC11 227号を使用。

## スタッフ
- 原作：城山三郎「盲人重役」（副本：宮崎康平「まぼろしの邪馬台国」）
- 脚本：佐々木守
- 演出：林宏樹

## 主題曲
『愛のエスペランサ』 作曲・演奏：クロード・チアリ
クロード・チアリは、最終回にゲスト出演もしている。

## サブタイトル
| 回 | 放送日        | サブタイトル           |
| -- | ------------- | ---------------------- |
| 1  | 1978年 4月2日 | しがらみ鉄道           |
| 2  | 4月9日        | 温泉バス攻防戦         |
| 3  | 4月16日       | わが鉄道にお召列車を   |
| 4  | 4月23日       | 鉄路に歌うオロロンバイ |
| 5  | 4月30日       | レールを走る心と心     |
| 6  | 5月7日        | 男がうたう子守唄       |
| 7  | 5月14日       | 妻よ、許せ！           |
| 8  | 5月21日       | 目が、双の目が･･･      |
| 9  | 5月28日       | 去る愛、すがる愛       |
| 10 | 6月4日        | 離婚                   |
| 11 | 6月11日       | 奔（はし）る愛         |
| 12 | 6月18日       | 子盗り合戦             |
| 13 | 6月25日       | 再婚                   |
| 14 | 7月2日        | 大災害                 |
| 15 | 7月9日        | 危篤                   |
| 16 | 7月16日       | 男泣き                 |
| 17 | 7月23日       | 妊娠                   |